# Landwehr (Astengebiet)
Die Landwehr im Astengebiet bestand aus verschiedenen spätmittelalterlichen und frühneuzeitlichen Befestigungsanlagen im Gebiet um den Kahlen Asten, vornehmlich zum Schutz der Stadt Winterberg. Teilweise werden sie auch als „Schwedenschanzen“ bezeichnet, weil sie 1640 bei der Abwehr schwedischer Truppen im Dreißigjährigen Krieg eine Rolle spielten. 

## Geschichte
Erzbischof Heinrich II. von Virneburg befahl 1320 den Bewohnern der Stadt Medebach, zur Erhaltung der Rechte der Kirche und zum Wohl des Landes an wichtigen Straßen Gräben und Befestigungen anzulegen, um Räuber und Plünderer abzuwehren. 

## Verlauf
Im Gebiet um den Kahlen Asten sind fünf Landwehren zum Schutz des Gebiets rund um Winterberg bekannt. Südwestlich von Altastenberg liegt eine Doppelschanze. Auf einer Karte des Klosters Grafschaft von 1737 wird sie als „Astenbergische Schanze“ bezeichnet. Ihre Aufgabe war es, die Heidenstraße gegen Nordenau und das Nesselbachtal zu schützen. Die Wälle der Landwehr liegen etwa 375 m auseinander und erstrecken sich über eine Länge von 165 m quer über den schmalen Höhenrücken. Südlich davon lag eine weitere Schanze. Diese wie auch das Zwischengelände stehen bereits seit 1943 unter Naturschutz. 
Im Streit zwischen dem Herzogtum Westfalen und der Grafschaft Wittgenstein um das Gebiet südlich des Kahlen Astens nach 1500 war die Landwehr am Kahlen Asten selbst von großer Bedeutung. Im 18. Jahrhundert wurde sie auch Winterberger Schanze genannt. Sie erstreckt sich über 650 m und ist recht gut erhalten. 
Eine weitere, nur schlecht erhaltene Landwehr zog sich vom heutigen Hubertushof über das Herrloh, den Rauhen Busch und die Lanfert (= Landwehr) zum Dumel. Diese schützte Winterberg gegen die Täler der Neger und der Ruhr.
Eine vierte Landwehr verwehrte den Zugang vom Orketal her. Eine fünfte recht gut erhaltene Landwehr sicherte das Gebiet gegen das Liese- und Nuhnetal.